# Miller Brothers Department Store
Miller Brothers Department Store was een warenhuisketen met vestigingen in Oost-Tennessee .

## Geschiedenis
De geschiedenis van het warenhuis gaat terug tot de New York Racket Store, die in 1889 op Market Street 510 in Chattanooga werd opgericht door de broers Gus en Frank Miller. Nadat een brand in 1897 het Richardson Building verwoestte, bouwden de broers een nieuwe winkel op de hoek van Seventh Street en Market Street, die bekend werd als het Miller Brothers Department Store. Miller Brothers Department Store uit Chattanooga bleef tot 1973 een particuliere onderneming. Een zoon van Gus Miller werd later een van de oprichters van Miller, Inc. in Knoxville. 
Op 1 augustus 1973 werd Miller Brothers Department Store onderdeel van Miller's Department Store door de samenvoeging van de twee verwante warenhuizen in Tennessee door het retailconglomeraat Garfinckel, Brooks Brothers, Miller & Rhoads, Inc .: Miller Brothers uit Chattanooga en Miller, Inc., uit Knoxville. 

## Vlaggenschipwinkel
De vlaggenschipwinkel van Miller Brothers uit Chattanooga, op Market Street 629 (op de hoek met  Seventh St.) in Chattanooga, Tennessee, stond bekend om de enige 'subway' van Chattanooga. Deze bestond uit een ondergronds winkelgebied dat onder Broad Street doorliep naar hun hoofdwinkel op de hoek van Seventh Street en Broad Street, met een aangrenzende parkeergarage. De winkel met vier verdiepingen beschikte over twee snackbars en een tearoom, en over vele voorzieningen die je in geen enkele huidige winkel tegenkomt. Op 17 september 1987 werd het gebouw opgenomen in het Nationaal Register van Historische Plaatsen.
De winkel in het centrum van Chattanooga werd in 1986 gesloten en verkocht aan BlueCross BlueShield uit Tennessee, dat het als kantoor gebruikte. In 2011 werd het gebouw verkocht aan het ingenieursbureau Mesa Associates. 

## Filialen
Naast de vlaggenschipwinkel in Chattanooga waren de vestigingen van Miller Brothers in de omgeving van Chattanooga onder meer in de Eastgate Mall, Bradley Square Mall in Cleveland (verplaatst van Village Mall) en Northgate Mall in Hixson, waar Miller Brothers een van de twee ankerwinkels was toen het winkelcentrum in 1972 werd geopend.